# Maud Ameline
Maud Ameline (Parigi, 19 luglio 1975) è una sceneggiatrice francese.

## Filmografia parziale
- Camille redouble, regia di Noémie Lvovsky (2012)
- En moi, regia di Laetitia Casta – cortometraggio (2016)
- Qualcosa di troppo (Si j'étais un homme), regia di Audrey Dana (2017)
- Quel giorno d'estate (Amanda), regia di Mikhaël Hers (2015)
- Un divano a Tunisi (Un divan à Tunis), regia di Manele Labidi (2019)
- Passeggeri della notte (Les Passagers de la nuit), regia di Mikhaël Hers (2022)
- Le vele scarlatte (L'Envol), regia di Pietro Marcello (2022)
- Viaggio in Giappone (Sidonie au Japon), regia di Élise Girard (2023)

## Riconoscimenti
- Premio César
  - 2013 – Candidatura alla migliore sceneggiatura originale per Camille redouble
- Premio Lumière
  - 2018 – Candidatura alla migliore sceneggiatura per En attendant les hirondelles
- Semana Internacional de Cine de Valladolid
  - 2022 – Miglior sceneggiatura per Passeggeri della notte
- Tokyo International Film Festival
  - 2018 – Miglior sceneggiatura per Quel giorno d'estate